# The Class
The Class ist eine von David Crane und Jeffrey Klarik erfundene US-amerikanische Comedy-Fernsehserie. Die aus 19 Episoden bestehende erste und einzige Staffel strahlte CBS von Oktober 2006 bis März 2007 aus. Im deutschsprachigen Raum lief die Serie in Erstausstrahlung Ende 2007 beim österreichischen Sender ATV. In Deutschland war die Serie erstmals ab dem 2. Februar 2011 im Frühprogramm auf ProSieben zu sehen.

## Handlung
In The Class geht es um eine Gruppe 28-jähriger, welche vor 20 Jahren die dritte Klasse der Woodman Elementary School besuchten. Einer von ihnen, Ethan Haas, lädt sieben seiner damaligen Klassenkameraden zu seiner Verlobungsfeier ein.
Nach diesem Wiedersehen werden im weiteren Verlauf der Serie alte Verbindungen offenbart und die Gruppe lernt sich neu kennen.

## Besetzung
| Schauspieler         | Rolle                           | Synchronsprecher      |
| -------------------- | ------------------------------- | --------------------- |
| Andrea Anders        | Nicole Allen (geb. Campbell)    | Kristina von Weltzien |
| Jon Bernthal         | Duncan Carmello                 | Fabian Harloff        |
| Lizzy Caplan         | Kat Warbler                     | Eva Michaelis         |
| Jesse Tyler Ferguson | Richard „Richie“ Brittany Velch | Tim Knauer            |
| Heather Goldenhersh  | Lina Warbler                    |                       |
| Sean Maguire         | Kyle Lendo                      | Mark Seidenberg       |
| Jason Ritter         | Ethan L. Haas                   | Tobias Pippig         |
| Lucy Punch           | Holly Ellenbogen                | Jennifer Böttcher     |

## Nebencharaktere
| Schauspieler          | Rolle            | Synchronsprecher     |
| --------------------- | ---------------- | -------------------- |
| David Keith           | Yonk Allen       | Erik Schäffler       |
| Sam Harris            | Perry Pearl      | Oliver Böttcher      |
| Julie Halston         | Tina Carmello    |                      |
| Cristián de la Fuente | Aaron            | Martin Lohmann       |
| Sara Gilbert          | Fern Velch       | Christine Pappert    |
| Jaime King            | Palmer Wyland    | Sonja Stein          |
| Karley Scott Collins  | Oprah Liza Pearl |                      |
| Trent Ford            | Benjamin Chow    |                      |
| Wayne Wilderson       | Joel             |                      |
| Maile Flanagan        | Candy            |                      |
| Kasey Wilson          | Joanne           | Kerstin Draeger      |
| Rachelle Lefèvre      | Sue              | Katharina von Keller |

## Episodenliste
| Nr. | Episodentitel (Deutsch)                   | Episodentitel (Original)                | Erstausstrahlung (Österreich) | Erstausstrahlung (USA) |
| --- | ----------------------------------------- | --------------------------------------- | ----------------------------- | ---------------------- |
| 01  | Klassentreffen                            | Pilot (The Class Reunites)              | 29. Oktober 2007              | 18. September 2006     |
| 02  | Die Klasse macht einen Krankenhausbesuch  | The Class Visits a Hospital             | 30. Oktober 2007              | 25. September 2006     |
| 03  | Die Klasse lernt etwas über Wirbelstürme  | The Class Learns About Hurricanes       | 31. Oktober 2007              | 2. Oktober 2006        |
| 04  | Die Klasse setzt auf Freundschaftsdienste | The Class Blows the Whistle             | 2. November 2007              | 9. Oktober 2006        |
| 05  | Die Klasse testet Frozen-Yoghurt          | The Class Gets Frozen Yogurt            | 5. November 2007              | 16. Oktober 2006       |
| 06  | Die Klasse feiert Halloween               | The Class Goes Trick-or-Treating        | 6. November 2007              | 23. Oktober 2006       |
| 07  | Die Klasse geht in eine Bar               | The Class Goes to a Bar                 | 7. November 2007              | 6. November 2006       |
| 08  | Die Klasse feiert Geburtstag              | The Class Celebrates a Birthday         | 8. November 2007              | 13. November 2006      |
| 09  | Die Klasse feiert Thanksgiving            | The Class Gives Thanks                  | 11. November 2007             | 20. November 2006      |
| 10  | Die Klasse besucht einen Mini-Markt       | The Class Runs Into a Convenience Store | 12. November 2007             | 27. November 2006      |
| 11  | Die Klasse feiert Hochzeitstag            | The Class Celebrates an Anniversary     | 13. November 2007             | 11. Dezember 2006      |
| 12  | Die Klasse in schlechter Gesellschaft     | The Class Visits a Bad Neighborhood     | 14. November 2007             | 8. Januar 2007         |
| 13  | Die Klasse will „es“                      | The Class Hits It                       | 15. November 2007             | 15. Januar 2007        |
| 14  | Die Klasse besucht ein blödes Museum      | The Class Has to Go to a Stupid Museum  | 16. November 2007             | 22. Januar 2007        |
| 15  | Die Klasse isst Marokkanisches Hühnchen   | The Class Eats Moroccan Chicken         | 19. November 2007             | 5. Februar 2007        |
| 16  | Die Klasse hat schneefrei                 | The Class Has a Snow Day                | 20. November 2007             | 12. Februar 2007       |
| 17  | Die Klasse macht Schluss                  | The Class Springs a Leak                | 21. November 2007             | 19. Februar 2007       |
| 18  | Die Klasse reitet einen Bullen            | The Class Rides a Bull                  | 22. November 2007             | 26. Februar 2007       |
| 19  | Die Klasse geht zurück ins Krankenhaus    | The Class Goes Back to the Hospital     | 23. November 2007             | 5. März 2007           |